# Bowling Alone
 (février 2013).
Si vous disposez d'ouvrages ou d'articles de référence ou si vous connaissez des sites web de qualité traitant du thème abordé ici, merci de compléter l'article en donnant les références utiles à sa vérifiabilité et en les liant à la section « Notes et références ».
Bowling Alone: The Collapse and Revival of American Community est un ouvrage de sociologie rédigé par Robert Putnam publié aux États-Unis en 2000 issu de l'article « Bowling Alone: America's Declining Social Capital » paru en 1995.

## Contenu
À partir de larges études statistiques, R. Putnam établit le diagnostic suivant : aux États-Unis, la quantité et la fréquence des relations interpersonnelles a faibli considérablement, tant au niveau familial et amical que communautaire. Une des preuves de cet affaiblissement du lien social se trouverait dans cette pratique nouvelle qui conduirait certains Américains à aller jouer seuls au bowling le samedi soir, alors que cette activité était jusque-là une pratique de sociabilité.
Putnam lie déclin des liens sociaux et déclin de la confiance et de l'engagement démocratique et fait référence à un certain nombre de recherches en sciences sociales ayant montré le lien entre une sociabilité dense et la santé physique et mentale, le bien-être des enfants et des personnes âgées, la pauvreté et une faible criminalité,.
L'individualisme poussé de la société de consommation et de loisirs conjugué aux métamorphoses des structures familiales serait à l'origine de cette individualisation des pratiques culturelles et de l'affaiblissement de la sociabilité.

## Capital social
Robert Putnam utilise le terme de capital social dans une acception quelque peu différente de celle d'autres auteurs comme Pierre Bourdieu ou Ronald Burt. 
En effet, Putnam fait dans ce livre de l'expression « capital social » un équivalent de l'idée de « lien social » ou « lien civique » et déplore que la société américaine soit marquée par une anomie de plus en plus grande. 
Reformulée ainsi, la notion de capital social a été reprise par de nombreuses institutions, notamment la Banque mondiale qui a commandité à la fin des années 1990 un groupe d'expert pour tenter de construire un indicateur de capital social. De la même façon, l'OCDE a repris à son compte cette définition du lien social comme affaiblissement du lien civique.